# Lissa Bengtsson
Lissa Bengtsson (6 oktober 1911) was een schaatsster uit Zweden. 

## Resultaten

### Wereldkampioenschappen
| Jaar | Jaar     | Plaats    | Resultaten   | Resultaten                              |
| ---- | -------- | --------- | ------------ | --------------------------------------- |
| 1935 | Allround | Oslo      | 6e Allround  | 5e 500 m 6e 1000 m 9e 1500 m            |
| 1936 | Allround | Stockholm | 13e Allround | 9e 500 m 11e 1000 m 14e 1500 m - 3000 m |

## Persoonlijke records
| Afstand    | Tijd    | Datum            | Baan      |
| ---------- | ------- | ---------------- | --------- |
| 500 meter  | 52,60   | 26 februari 1935 | Oslo      |
| 1000 meter | 1.53,40 | 1 maart 1935     | Kongsberg |
| 1500 meter | 3.04,20 | 3 maart 1935     | Ringerike |
| 3000 meter | 7.08,70 | 1 februari 1936  | Stockholm |